# فيليبي باولينو
فيليبي باولينو هو لاعب كرة قاعدة دومينيكاني، ولد في 5 أكتوبر 1983 في سانتو دومينغو في جمهورية الدومينيكان.

## وصلات خارجية
- فيليبي باولينو على موقع دوري كرة القاعدة الرئيسي (الإنجليزية)
- فيليبي باولينو على موقع الدوري الياباني لكرة القاعدة (الإنجليزية)
- فيليبي باولينو على موقعبيزبول رفرنس.كوم (الدوري الرئيسي) (الإنجليزية)
- فيليبي باولينو على موقعبيزبول رفرنس.كوم (الدوري الثانوي) (الإنجليزية)
- فيليبي باولينو على موقع إي إس بي إن.كوم (أم.أل.بي) (الإنجليزية)
- فيليبي باولينو على موقع مشجعي الرسوم البيانية (الإنجليزية)